# Hamlet (opéra)
Pour les articles homonymes, voir Hamlet (homonymie).
Personnages
- Hamlet, baryton
- Ophélie, fille de Polonius, soprano
- Gertrude, reine de Danemark et mère d’Hamlet, mezzo-soprano
- Claudius, roi de Danemark, basse
- Laërte, fils de Polonius, ténor
- Le Spectre du roi, basse
- Marcellus, officier, ami d’Hamlet, ténor
- Horatio, officier, ami d’Hamlet, basse
- Polonius, basse

Airs
- Duo « Doute de la lumière » (Hamlet, Ophélie), Acte I
- Air « Sa main depuis hier » (Ophélie), Acte II
- Air  « O Vin dissipe la tristesse » (Hamlet), Acte II
- Duo « Hamlet ma douleur est immense » (Gertrude, Hamlet), Acte III
- Air « À vos jeux, mes amis... Et maintenant  » (Ophélie), Acte IV
- Air « Le voilà, je crois l'entendre » (Ophélie), Acte IV

Hamlet est un opéra en cinq actes, sur une musique d'Ambroise Thomas et un livret de Michel Carré et Jules Barbier, créé à l'Opéra Le Peletier (Paris) le 9 mars 1868.
L'air le plus connu de cet opéra est celui issu de la scène de folie (« À vos jeux, mes amis ... Et maintenant ») qui s'achève sur la mort d'Ophélie (Acte IV). Cet air virtuose est régulièrement interprété en récital.

## Œuvre
Il ne faut pas chercher une adaptation fidèle de la pièce de Shakespeare dans cet Hamlet d’Ambroise Thomas, compositeur dont la gloire fut largement éclipsée par ses contemporains tels Fromental Halévy, Giacomo Meyerbeer ou Charles Gounod. L’adaptation, que firent de la célèbre pièce anglaise Jules Barbier et Michel Carré, est assez éloignée de l’original, mais elle pouvait paraître fidèle au public de l’époque qui appréciait surtout « la fièvre passionnée » dont il gratifiait Shakespeare en laissant de côté ses ambiguïtés et ses interrogations existentielles.

## Composition

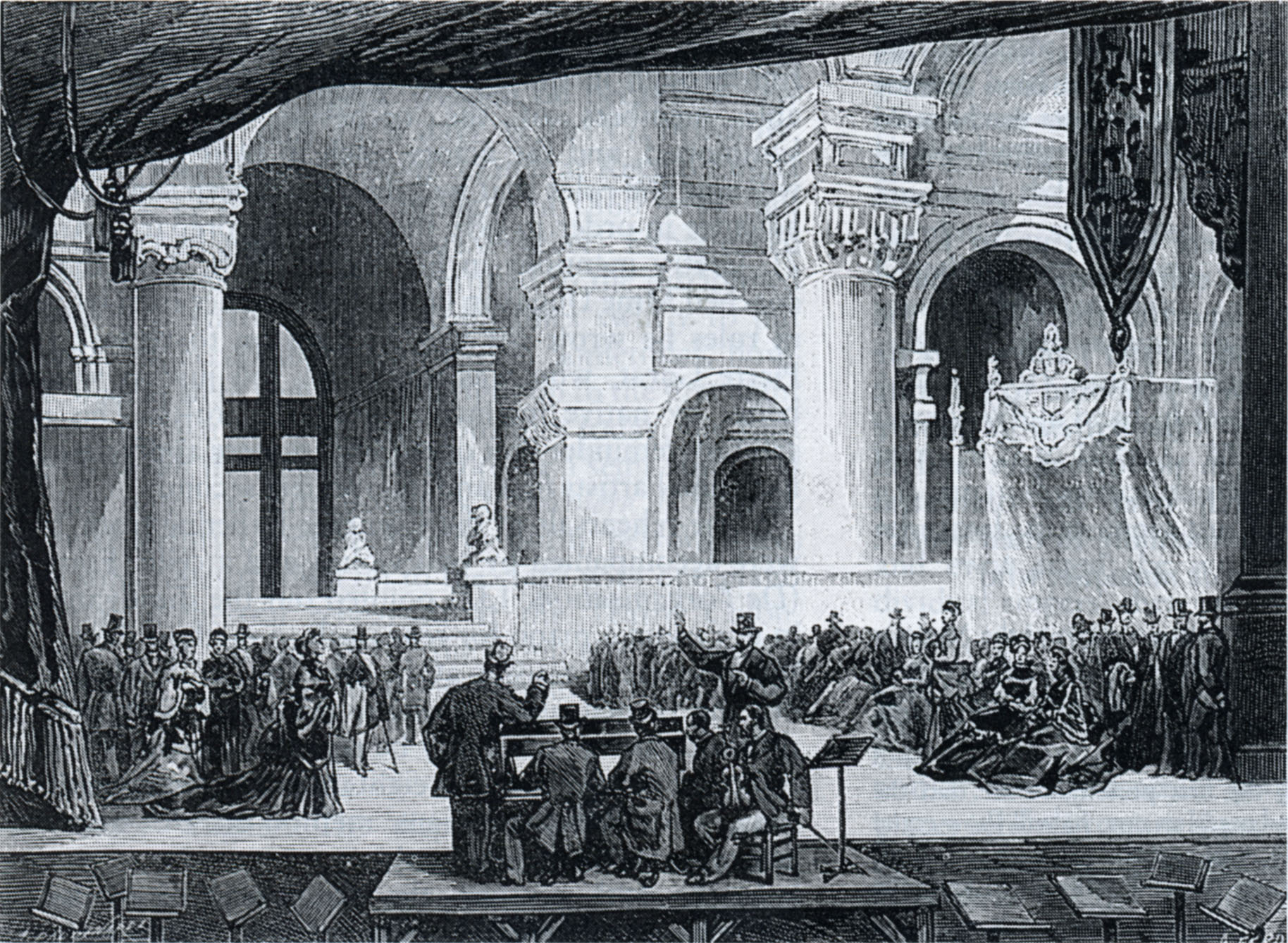
Répétition de Hamlet de Ambroise Thomas en 1875 au Palais Garnier.

Ambroise Thomas, musicien officiel couvert d’honneurs, reprend là les principes du Grand Opéra historique à la française. Hamlet, ouvrage au style très académique, n’en est pas moins une réussite. L’art orchestral du compositeur joint à sa parfaite maîtrise de l’écriture vocale est à l’origine de très belles pages comme le duo d’amour entre Hamlet et Ophélie (« Doute de la lumière »), l’arioso de Gertrude, la scène du spectre ou la scène de folie. Le succès de Hamlet ne fut pas aussi grand que celui de Mignon (1866) qui resta jusque dans les années 1930 un des opéras français les plus joués dans le monde, assurant durablement la renommée d’Ambroise Thomas. Hamlet doit sa longévité à l’attrait que constitue le rôle éponyme pour tous les plus grands barytons.

## Création
Hamlet fut le dernier ouvrage créé à l’Opéra Le Peletier avant l’ouverture du Palais Garnier. La création a eu lieu à l'Opéra de Paris (salle Le Peletier) le 9 mars 1868, et l'œuvre sera donnée en 1870 à Londres, à la Royal Opera House, Covent Garden. Hamlet étant le grand succès d'Ambroise Thomas, avec Mignon, il sera mis en scène à Leipzig avec Minna Peschka-Leutner dans le rôle d'Ophélie en 1869, Budapest, Bruxelles, Prague, New-York, Saint-Pétersbourg, Berlin et Vienne dans les cinq ans qui auront suivi la première.
| Rôle                                         | Tessiture     | Première, 9 mars 1868 Direction : François George-Hainl |
| -------------------------------------------- | ------------- | ------------------------------------------------------- |
| Hamlet, Prince du Danemark                   | baryton       | Jean-Baptiste Faure                                     |
| Ophélie, fille de Polonius                   | soprano       | Christine Nilsson                                       |
| Gertrude, Reine du Danemark et mère d'Hamlet | mezzo-soprano | Pauline Guéymard-Lauters                                |
| Claudius, Roi du Denmark                     | basse         | Jules-Bernard Belval                                    |
| Polonius                                     | basse         | Ponsard                                                 |
| Laërte, fils de Polonius                     | ténor         | Édouard-Adolphe Colin                                   |
| Marcellus, ami d'Hamlet                      | ténor         | Raphaël Auguste Grisy                                   |
| Horatio, ami d'Hamlet                        | basse         | Armand Castelmary                                       |
| Le Spectre du Roi                            | basse         | David                                                   |
| Premier fossoyeur                            | bariton       | Gaspard                                                 |
| Second fossoyeur                             | ténor         | Mermant                                                 |

## Argument[3]

### Acte I

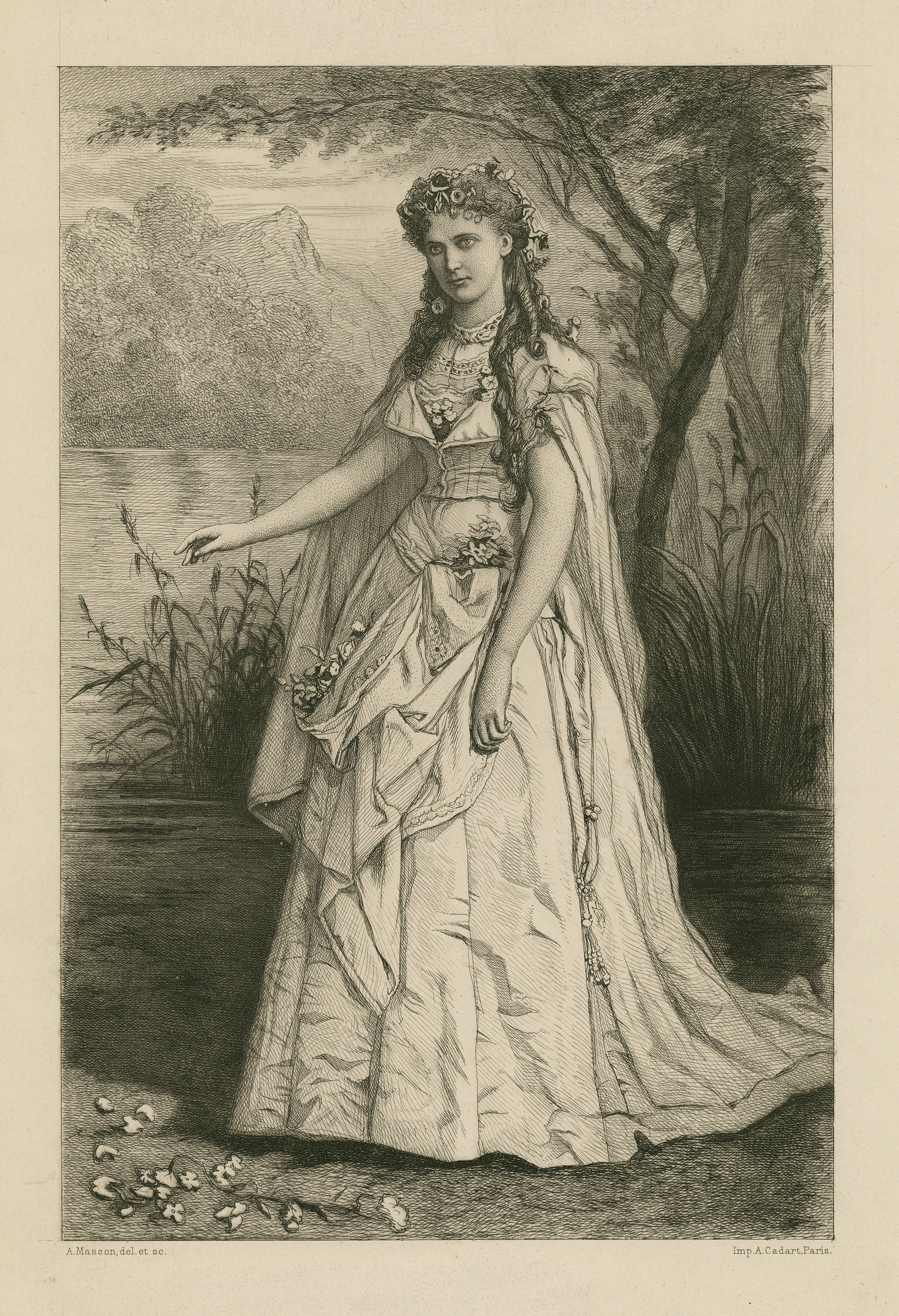
Christine Nilsson dans le rôle d'Ophélie lors de la création (gravure de Masson, 1868).

À la cour d’Elseneur, dans une salle du palais, on célèbre le mariage du roi Claudius avec la veuve de son frère, la reine Gertrude. Il vient d’hériter du trône et Hamlet, le fils du défunt roi, est troublé par le remariage précipité de sa mère. Le prince aime Ophélie (duo : « Doute de la lumière », cet air sera repris plusieurs fois par l'orchestre - leitmotiv) mais l’apparition du spectre de son père, qui lui apprend que Claudius l’a empoisonné, l’appelle à son devoir de vengeance (« Ombre chère, ombre vengeresse, j'exaucerai ton vœu! »).

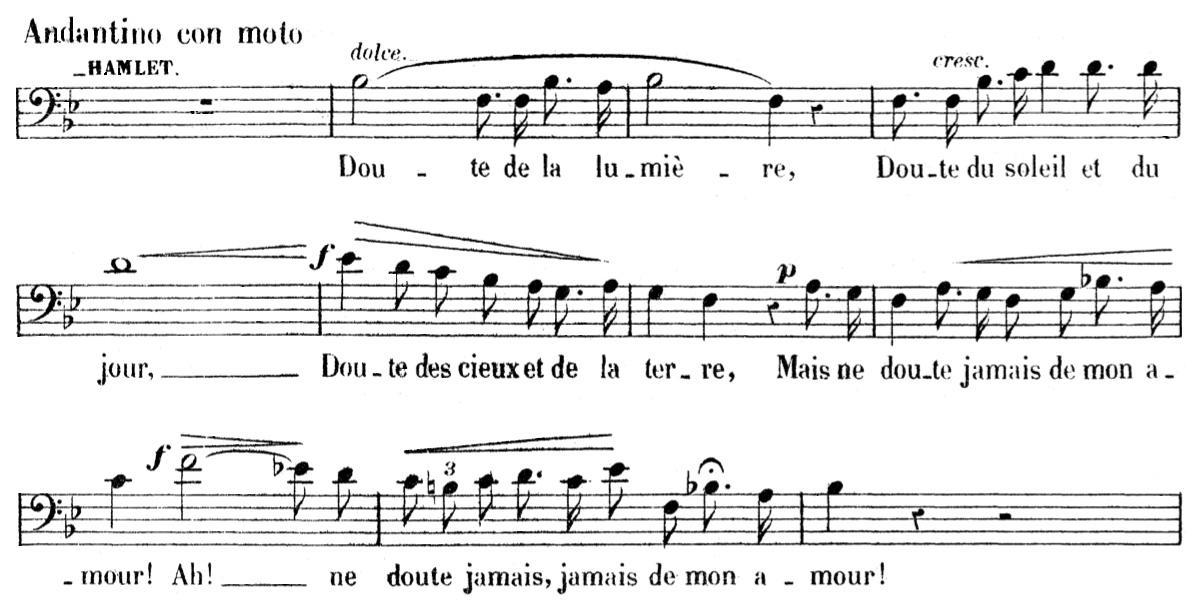
Duo d'amour entre Ophélie et Hamlet au première acte.

### Acte II
Ophélie s’attriste du soudain changement de Hamlet (« Sa main depuis hier »). Elle confie ses craintes à Gertrude qui prend peur : Hamlet aurait-il découvert que son père a été assassiné ? Au cours d’un banquet (« O vin, dissipe la tristesse »), Hamlet invite une troupe de comédiens à jouer une pièce (premier solo de saxophone de l'histoire de l'opéra) mettant en scène l’assassinat d’un roi. Claudius comprend la portée de l’accusation et quitte l’assemblée. Hamlet l’accuse publiquement du meurtre du roi. Ses gestes désordonnés donnent l’impression qu’il est en proie à la folie.

### Acte III
Hamlet médite sur la destinée humaine (monologue : « Être ou ne pas être »). Il apprend que Polonius, le père d’Ophélie, est complice du meurtre du roi. Quand la jeune fille se présente à Hamlet, il la renvoie sans ménagement, la condamnant au couvent. Puis il affronte violemment Gertrude, qu’il accuse tout en dialoguant avec le Spectre que sa mère ne peut voir (« Hamlet ma douleur est immense ») Gertrude pense que son fils est devenu dément. Elle est au désespoir.

### Acte IV
Entr'acte et Ballet. Ophélie, repoussée par Hamlet, erre dans la campagne. Elle a perdu la raison. Elle découvre une fête villageoise à laquelle elle commence par se joindre (valse : « À vos jeux, mes amis », début la scène de folie). Puis en se penchant au-dessus d’un fleuve (air : « Le voilà, je crois l'entendre », accompagné d'un Chœur à bouche fermée), elle perd pied et se noie en se remémorant les paroles qu'ils s'étaient échangés « Doute de la lumière ».

### Acte V
Dans le cimetière d’Elseneur, on prépare la tombe d’Ophélie (chant des fossoyeurs). Hamlet, fuyant les assassins qui le poursuivent sur ordre de Claudius, observe ces préparatifs, plongé dans une sombre méditation (récitatif : « La fatigue alourdit mes pas », puis arioso : « Comme une pâle fleur »). Quand il se rend compte que c’est sa bien-aimée qu’on porte en terre, il veut la rejoindre dans la mort (« Dieu clément ! Unissez-nous ! »). Mais le spectre de son père réapparait pour lui rappeler son devoir. Hamlet tue Claudius et surmontant son désespoir, il se fait proclamer roi du Danemark.

## Histoire des productions en France et à l'étranger
Une tournée américaine en 1921, avec Titta Ruffo dans le rôle-titre, Virgilio Lazzari en Claudius et Cyren van Gordon en Gertrude, marquera la seule reprise de l'opéra au cours du XXe siècle, jusqu'aux années 1980.
À partir de 1985, l'intérêt vers Hamlet sera grandissant, avec une production à Toronto (1985), Vienne (1992–1994, 1996), Opera North (1995), Genève (1996), San Francisco (1996), Copenhague (1996 et 1999), Amsterdam (1997), Karlsruhe (1998), Washington (Concert Opera) (1998), Tokyo (1999), Toulouse puis Paris en 2000 dans une mise en scène de Nicolas Joel, sous la direction de Michel Plasson avec Thomas Hampson et Natalie Dessay, Moscou (2001), Prague (2002), Saint Louis (Opera Theatre) (2002), Londres (2003), Barcelone (2003), New York (2010), Washington (National Opera) (2010), Marseille (2010), Minnesota Opera (2013), Bruxelles (avec Stéphane Degout dans le rôle-titre, immense succès en 2013, sous la direction musicale de Marc Minkowski, dans une mise en scène d'Olivier Py).
Une nouvelle production, avec une mise en scène de Cyril Teste, triomphe à l'Opéra Comique à partir du 17 décembre 2018 (puis en 2022). Stéphane Degout reprend le rôle d'Hamlet tandis que Sabine Devieilhe fait ses débuts en Ophélie sous la direction musicale de Louis Langrée.
En 2023 à l'Opéra de Paris, Ludovic Tézier incarne Hamlet et Lisette Oropesa (ainsi que Brenda Rae pour 3 représentations) interprète Ophélie dans une mise en scène de Krzysztof Warlikowski.

## Enregistrements CD et DVD
- 1984 : Hamlet : Sherril Milnes, Joan Sutherland, James Morris, Barbara Conrad, Gösta Winbergh - Weilsh national Opera choir and orchestra - Richard Bonynge.

- 1993 : Hamlet: opéra en 5 actes, de 1868 : Thomas Hampson, June Anderson, Samuel Ramey... Chœurs & Orchestre Philharmonique de Londres, direction.: Antonio de Almeida, 3 CD EMI.

- 2004 : Ambroise Thomas - Hamlet - DVD : Simon Keenlyside, Natalie Dessay, Béatrice Uria-Monzon sous la direction de Bertrand de Billy (enregistré au Gran Teatre del Liceu à Barcelone).
- 2019 : Ambroise Thomas: Hamlet - DVD : Stéphane Degout, Sabine Devieilhe, Laurent Alvaro, sous la direction de Louis Langrée (enregistré à au Théâtre national de l'Opéra-Comique en 2019).